# José Guadalupe Velázquez
José Guadalupe Velázquez (Querétaro, Mèxic, 12 de desembre de 1855 - Mèxic D. F., 18 de febrer de 1920) fou un compositor mexicà.
Estudià en el Seminari de Querétaro on s'ordenà sacerdot. Camacho, bisbe d'aquella diòcesi, estimant les extraordinàries aptituds musical del jove clergue, el 1887, l'envià, a Europa perquè amplies els seus coneixements, i després d'estudiar a Roma seguí els cursos complets de l'Escola Superior de Música Sagrada de Ratisbona. De tornada a la seva pàtria organitzà i dirigí, el 1895, la part musical que s'executà en les festes de la coronació de la Verge de Guadalupe, i a partir d'aquesta data s'aplicà en millorar la música sagrada de Mèxic.
Fou mestre de capella de la Catedral metropolitana; fundador i director del cor de Sant Gregori, en l'església de Sant Francesc; mestre de capella del temple de Sant Felip de Jesús; mestre de capella de l'hospici de pobres; fundador i director de l'Escola Superior de Música Sagrada de Querétaro; professor en el Conservatori Nacional de Mèxic, en la Universitat Pontifícia de Mèxic i en el Seminari de Cuernavaca; director de la Junta diocesana de Música sagrada de Mèxic, i fundador i director de l'Acadèmia Ceciliana de Querétaro. Malgrat que no cultivà la poesia, pot ser considerat com a poeta; les seves produccions literàries, impregnades de senzilla tendresa, es troben espargides entre les seves composicions musicals.
Traduí, en col·laboració del mestre Franz Xaver Haberl, professor de l'Escola de Música sagrada de Ratisbona, el Magister Choralis, famós llibre vers el cant gregorià escrit per aquest savi mestre. Redactà diversos escrits referents a la música, entre els quals es troben uns substanciosos apunts sobre el contrapunt. Les seves obres musicals que passen de 200, comprenen composicions per a uníson, amb acompanyament d'orgue o harmònium; motets a 3 veus iguals; composicions a 3 veus desiguals; composicions amb text llatí, a 4 veus iguals; motets amb text castellà, a 4 veus iguals; motets a 4 veus mixtes; cors profans.
Les restes de Velázquez descansen en el Panteó Espanyol de la Ciutat de Mèxic.